# Трепча (рудник)
Вижте пояснителната страница за други значения на Трепча.
Трепча (на сръбски: Рудници Трепча/Rudnici Trepča; на албански: Miniera e Trepçës) е най-големият рудодобивен комплекс за оловно-цинкова руда и сребро в Европа.
Намира се в Северно Косово, община Косовска Митровица. Рудниците се намират в непосредствена близост до село Айвалия, югозападно от Прищина, Косово. Разположени са на южния склон на планината Копаоник.
В комплекса (включващ флотационна фабрика) се преработват добиваните оловно-цинкова руда и сребро. В добрите му години, по времето на Югославия, комплексът осигурява заетост и препитание на 23 хил. души от областта.